# Слуцкая брама
Слу́цкая бра́ма или Слу́цкие воро́та — памятник архитектуры XVI века, находящийся в городе Несвиже и стоящий на дороге, соединяющей город со Слуцком. Брама выстроена в стиле барокко, ранее входила в систему городских укреплений, защищая въезд в город со стороны Слуцкого тракта. Единственные сохранившиеся до наших дней ворота, через которые можно было проехать в Несвиж, окружённый в то время валами и широким рвом.
На первом этаже брамы находилась каморка для стражи которая охраняла въезд, там же находился чиновник который собирал пошлину. Каждый кто въезжал в город был обязан заплатить таможенный сбор. На втором этаже размещалась часовня Божьей Матери. 
Особенность Слуцкой брамы в городе Несвиж - это витраж. Он представляет собой стекла синего и желтого цвета, которые скреплены между собой. В солнечный день витражные отблески украшают все помещение второго этажа.  
В 70 года 20 века в Слуцкой браме были проведены реставрационные работы. 

## История

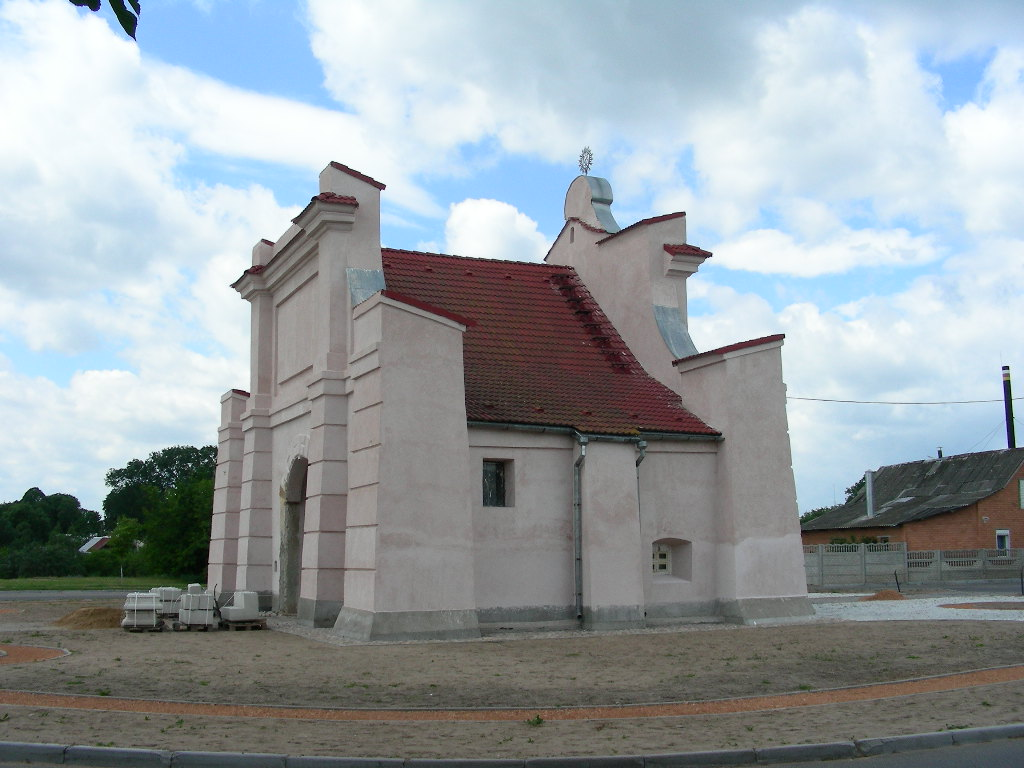
Вид слева

Брама была частью укреплений города Несвижа (городского вала). Установлена на дороге, соединявшей Несвиж со Слуцком. Построена вместе с оборонительной городской системой в XVI века, однако во время военных действий XVII века была разрушена. Отстроена в 1690 году на старом месте, перестраивалась в 1700 или 1760 году. От брамы берет начало протяженная дамба, которая создает обширную запруду — озеро, на берегу которого между Старым и Новым городом ныне и стоит брама. Отреставрирована в 1970-е годы. Крепостная стена разобрана в середине XVIII века.

## Архитектура

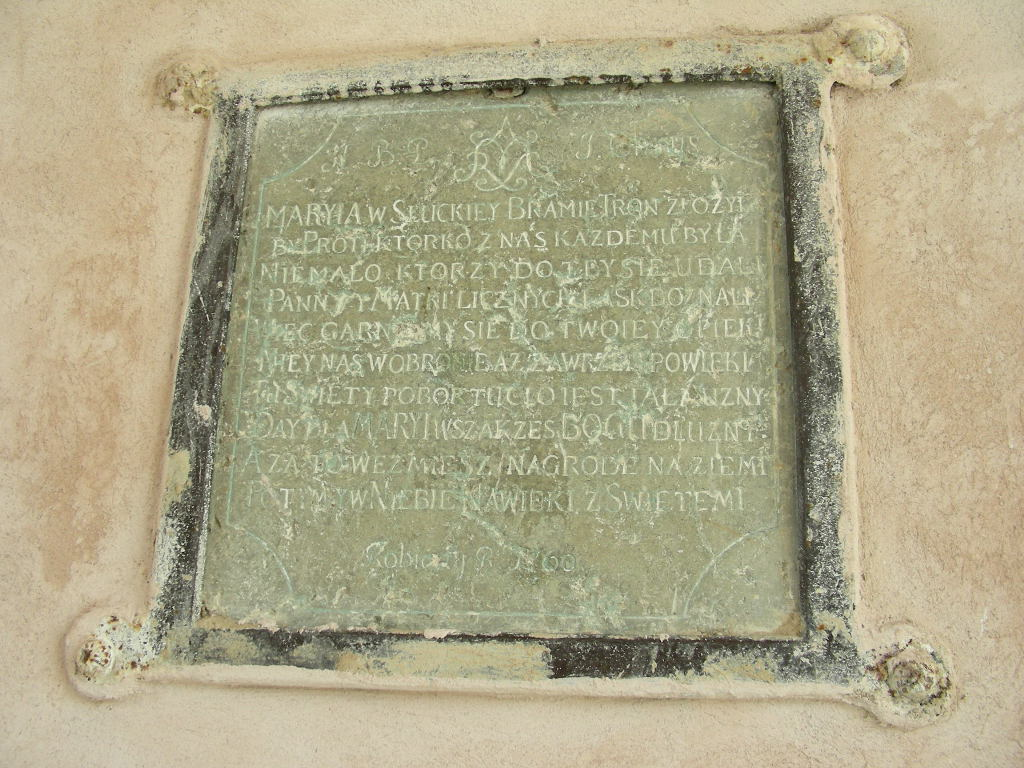
Старинная доска, вмурованная в стену

Представляет собой двухъярусное прямоугольное в плане здание с арочным проездом по центру. Стены брамы украшены контрфорсами, здание накрыто двухрядной черепичной крышей. Фасады с обеих сторон завершены пластичными фронтонами с криволинейными абрисами. На первом этаже брамы располагались помещения для стражи, на втором — каплица (молельня), которая раскрывалась через большой оконный проем с балконом в сторону города.

## Каплица
Каплица построена на средства несвижских жителей в 1700 году, обновлена в 1788 году князем Каролем Радзивиллом. Каплица была открыта и после третьего раздела Польши, однако после восстания 1863 года была заброшена и снова открыта только в 1900 году. В каплице находился почитаемый образ Наисвятешей Девы Марии с младенцем Иисусом в богатом серебряном окладе.

## Брама на старых фотоснимках

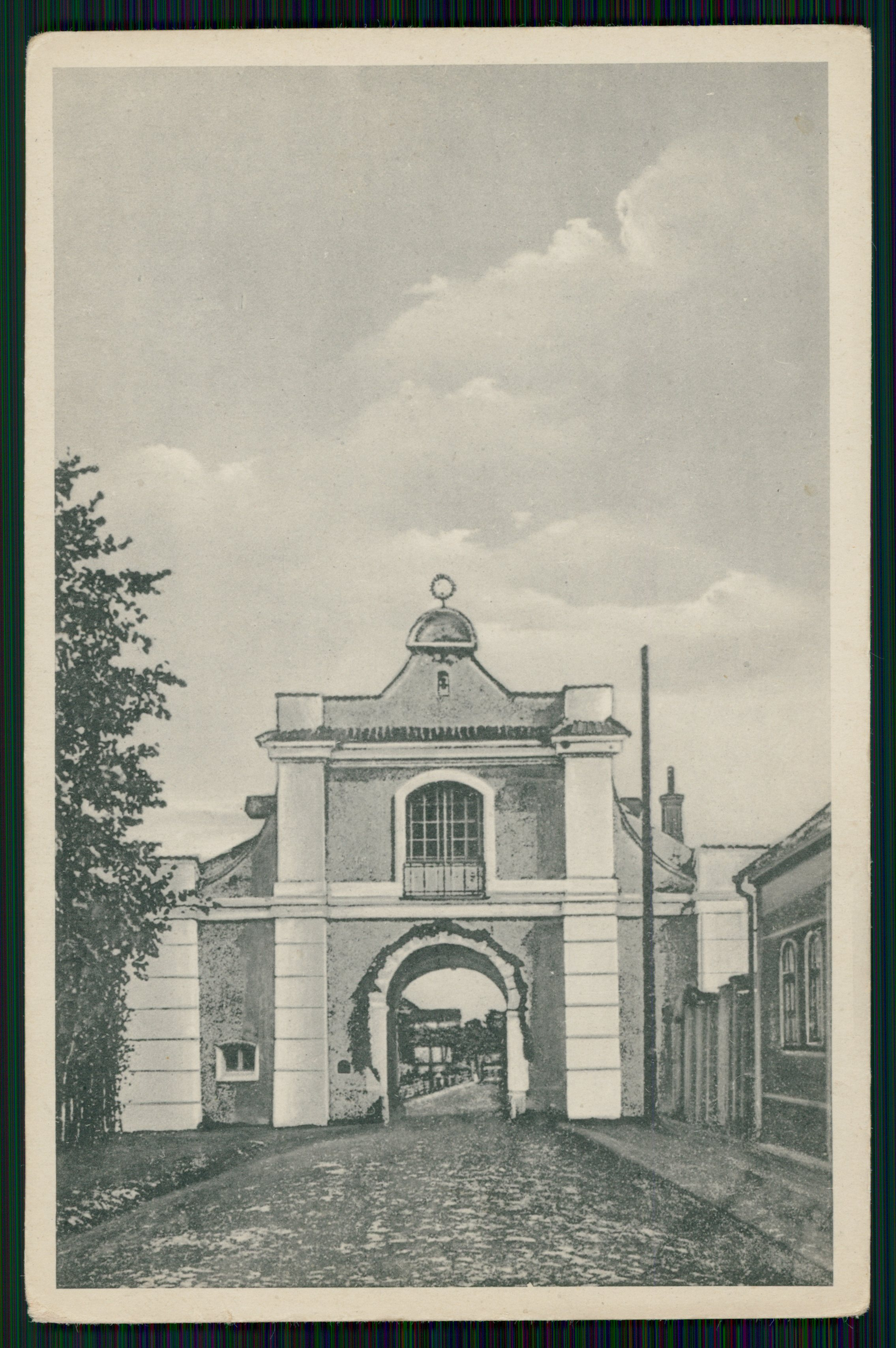
В начале XX века
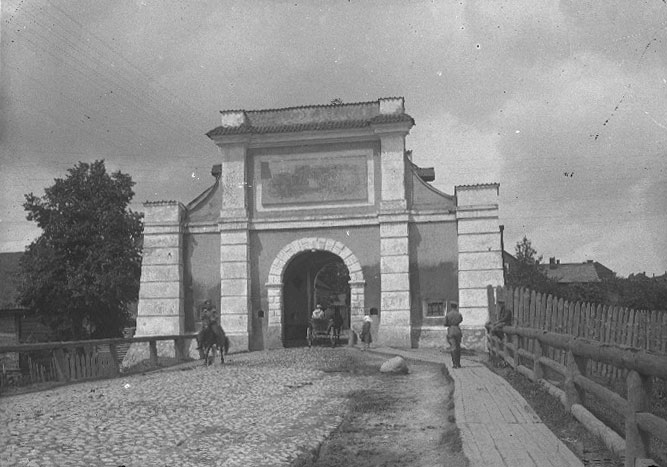
В 1930 году
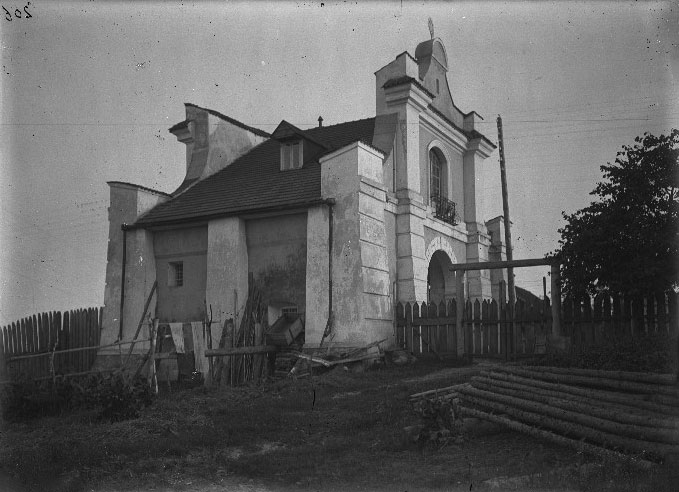
Первая половина XX века
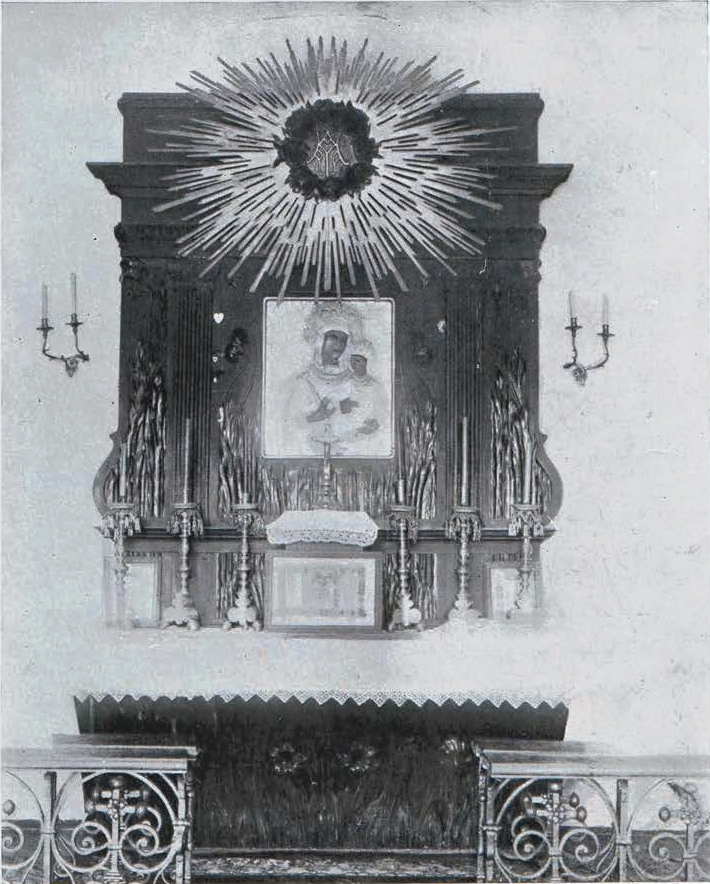
Интерьер каплицы, 1937 год